# ورزشگاه نیوکاسل
ورزشگاه نیوکاسل یا ورزشگاه هانتر (به انگلیسی: Hunter Stadium) یک ورزشگاه چندمنظوره در شهر نیوکاسل، استرالیا است.
این ورزشگاه در سال ۱۹۶۷ میلادی شروع به ساخت شده و در تاریخ ۱۰ آوریل ۱۹۷۰ به‌بهره‌برداری رسیده است و ظرفیت آن ۳۳٬۰۰۰ نفر است.